# Lecionário 2276
O Lecionário 2276 (designado pela sigla ℓ 2276 na classificação de Gregory-Aland) é um antigo manuscrito do Novo Testamento, paleograficamente datado do Século XIII/XIV d.C.[a]
Este codex contém lições dos evangelhos de Mateus, Marcos, Lucas e João (conhecido como Evangelistarium).[a] Foi escrito em grego, e actualmente se encontra no Museu da Bíblia da Universidade de Münster.